# 파도 (1967년 영화)
"파도"는 1967년 공개된 대한민국의 영화이다.

## 배역
- 김진규
- 김지미
- 문희
- 오영일